# 山達基教與法律
山達基教會捲入了世界各地眾多的法律糾紛。在某些情況下，當教會發起爭端時，人們會對其動機提出質疑。教會表示，使用法律制度對於保護其智慧財產權和宗教自由權利是必要的。批評者表示，該組織的大部分法律主張都是為了騷擾那些批評組織及批評其操縱性商業行為的人。
自其成立以來的這些年裡，山達基教會針對報紙、雜誌、政府機構（包括美國國稅局）和個人提起的訴訟已達數千起。1991年，美國《時代》雜誌估計教會每年在各種法律訴訟上平均花費約2000萬美元，並且它是多家律師事務所的獨家客戶。根據1993年美國地方法院的判決備忘錄，山達基人“濫用了聯邦法院系統，其中尤其是，利用它來摧毀他們的對手，而不是來解決有關商標法或任何其他法律事務的實際爭議。這構成了‘非同尋常的、惡意的、肆意的和壓迫性的行為。’ ……很明顯，原告試圖透過大規模的過度訴訟和其他高度可疑的訴訟策略來騷擾個別被告並摧毀教會的被告，特別主事官（Special Master）從未見過比這更明顯的惡意訴訟例子”。諸如此類的裁決將山達基教會列為長期以來的無理取鬧的訴訟當事人。山達基對其前成員、媒體或其他人發起的法律糾紛常包括以下內容：
- 宗教歧視案件，包括承認為宗教組織。
- 侵犯著作權案件。山達基教的宗教文件受版權保護，許多文件只提供給付費參加高級別課程和聽析的會員。
- 誹謗案件。

過去，教會一直是刑事案件的被告人（例如，在美國訴賀伯特案），並且目前有越來越多的前教會成員對教會提起訴訟，例如：
- 人口販賣和強迫勞動（克萊爾和馬克·海德利訴國際山達基教會案）
- 詐欺與不實陳述[7]
- 誹謗（例如希爾訴多倫多山達基教會案）。

## 賀伯特和訴訟
批評者指出，山達基訴訟的最終目的是迫使反對者破產或屈服從而摧毀他們，利用教會資源進行無意義訴訟，讓被告付出相當大的代價。在此過程中，他們特別關注山達基創始人L.羅恩·賀伯特在1950年代和1960年代發表的某些有爭議的言論。
1994年，山達基專屬律師海倫娜·科布林（Helena Kobrin）因提起無意義的訴訟而被罰款17,775美元。美國地方法院法官Leonie Brinkema在 1995年11月28日“宗教技術中心訴華盛頓郵報”一案中引用了賀伯特經常被引用的聲明：
訴訟的目的是騷擾和勸阻，而不是獲勝。可以很容易地用法律來騷擾，而對一個處於得寸進尺開端的人進行足夠的騷擾，因為他知道自己沒有得到授權，通常足以導致他職業生涯的死亡。如果可以的話，當然要把他徹底毀了。——L.羅恩·賀伯特，The Scientologist, a Manual on the Dissemination of Material, 1955，
批評者也指控教會利用訴訟作為恐嚇策略的掩護，例如調查對手的犯罪記錄（甚至儘管不存在）並對他們進行監視和展開侵略性詢問，既是為了阻止對方進一步的批評，也是為了確保對方不願意提起訴訟。賀伯特在1966年初分發的一封政策信中寫道：
這是正確的程序：
1. 找出誰在攻擊我們。
2. 立即開始使用自己的專業人員（而不是外部機構）調查他們是否有重罪或更嚴重的行為。
3. 雙向彎曲地（double curve）回應說表示歡迎對他們進行調查。
4. 開始向媒體提供有關襲擊者的聳人聽聞、血腥的性犯罪的實際證據。

永遠不要屈服於針對我們的調查。要粗暴，對攻擊者無保留地粗暴。
山達基的批評者引用這段話以及其他內容（例如已廣泛記錄的公平遊戲原則）來支持他們的論點，即教會會使用誹謗策略來增強法律威脅的有效性。